# Raja microocellata
The smalleyed ray (Raja microocellata) là một loài cá thuộc họ Rajidae. Nó được tìm thấy ở Pháp, Ireland, Maroc, Bồ Đào Nha, Tây Ban Nha, the United Kingdom, and Western Sahara. Các môi trường sống tự nhiên của chúng là open seas and shallow seas. Nó bị đe dọa do mất môi trường sống.

## Hình ảnh

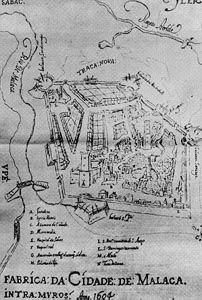
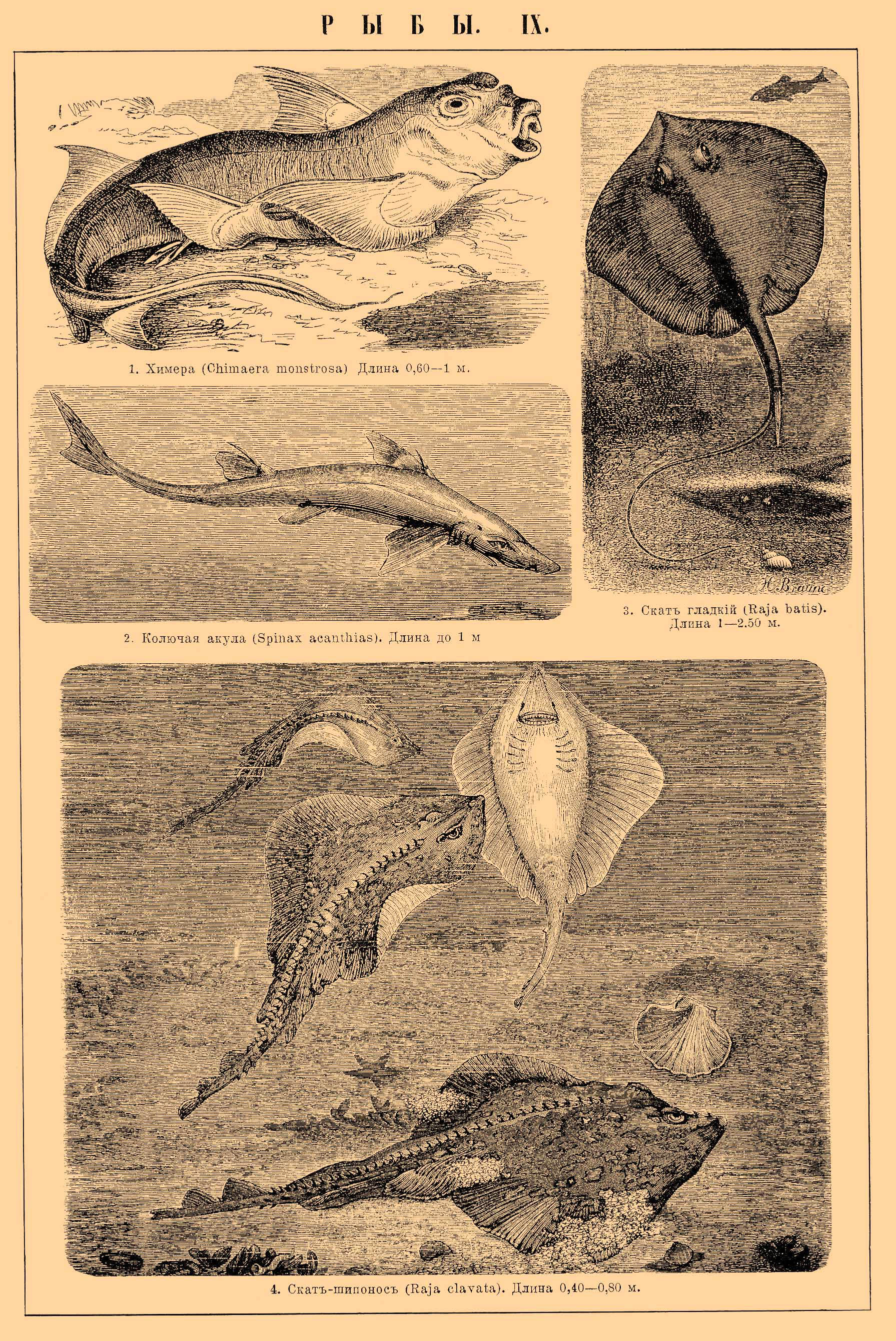
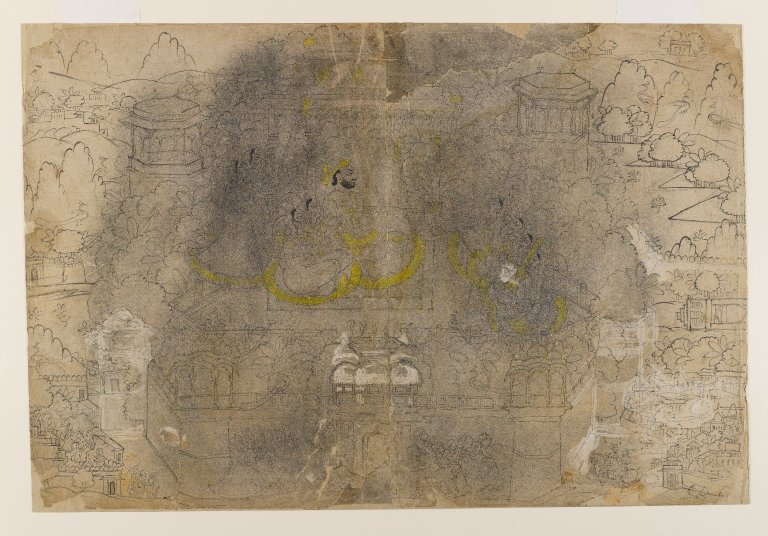
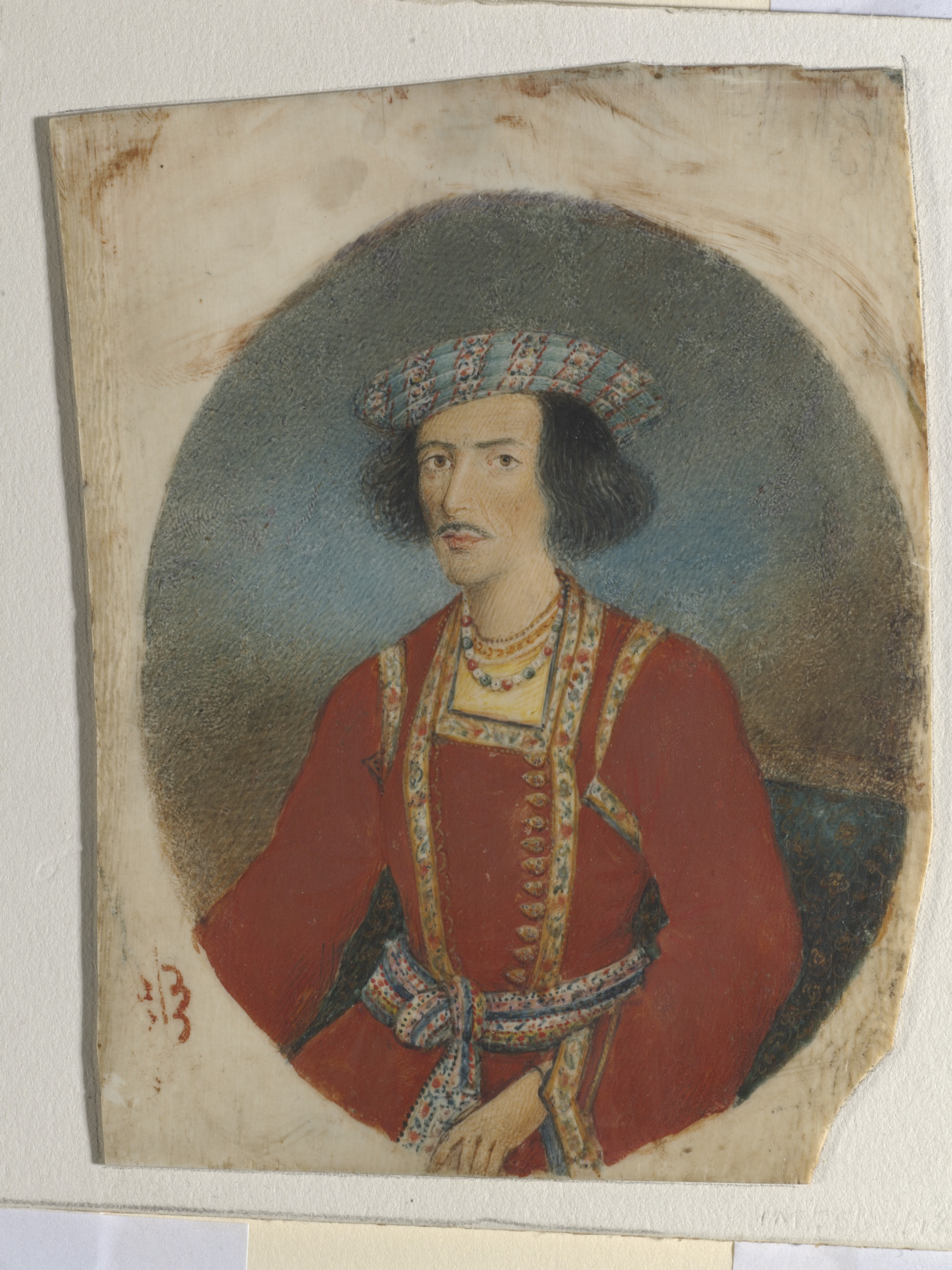